# Constante universal dos gases perfeitos
A constante universal dos gases perfeitos é uma constante física que relaciona a quantidade de uma molécula (medida em número de moléculas) com a pressão e a temperatura. Um gás perfeito é um gás imaginário que respeita esta constante a qual assume que o volume da molécula é zero. A maioria dos gases aproximam-se deste comportamento desde que em condições de pressão e temperatura suficientemente afastados do ponto de liquefação ou sublimação.
{\displaystyle R=0,082\left[{\frac {{\textrm {atm}}\cdot {\textrm {L}}}{{\textrm {mol}}\cdot {\textrm {K}}}}\right]=62,3\left[{\frac {{\textrm {mmHg}}\cdot {\textrm {L}}}{{\textrm {mol}}\cdot {\textrm {K}}}}\right]=1,99\left[{\frac {\textrm {cal}}{{\textrm {mol}}\cdot {\textrm {K}}}}\right]=8,31\left[{\frac {J}{{\textrm {mol}}\cdot {\textrm {K}}}}\right]=8,31\cdot 10^{7}\left[{\frac {erg}{{\textrm {mol}}\cdot {\textrm {K}}}}\right]}
(A constante {\displaystyle R} é igual ao produto da constante de Avogadro pela constante de Boltzmann: {\displaystyle R=N_{A}K_{B}} )
| Valor de R        | Unidades                    |
| ----------------- | --------------------------- |
| 287,0530 (ar)     | J · kg−1 . K−1              |
| 8,3144621         | J · K−1 · mol−1             |
| 0,0820574587      | L · atm · K−1 · mol−1       |
| 8,20574587 x 10−5 | m³ · atm · K−1 · mol−1      |
| 8,314462          | cm3 · MPa · K−1 · mol−1     |
| 8,314462          | L · kPa · K−1 · mol−1       |
| 8,314462          | m3 · Pa · K−1 · mol−1       |
| 62,3637           | L · mmHg · K−1 · mol−1      |
| 62,3637           | L · Torr · K−1 · mol−1      |
| 83,14462          | L · mbar · K−1 · mol−1      |
| 1,987             | cal · K−1 · mol−1           |
| 6,132439833       | lbf · ft · K−1 · g · mol−1  |
| 10,73             | ft³ · psi · °R−1 · lb-mol−1 |
| 8,63 x 10−5       | eV · K−1 · atom−1           |
| 0,7302            | ft3·atm·°R−1·lb-mol−1       |
| 1,987             | Btu · lb-mol−1 · °R−1       |

## Valor convencional para a constante R
Atualmente o CODATA (2018) recomenda para o valor da constante {\displaystyle R} de um gás ideal, o seguinte valor:
Este é o melhor valor estimado para a constante molar dos gases, conhecido também como valor convencional (de uma grandeza)
A constante {\displaystyle R} é utilizada na  fórmula dos gases ideais:
{\displaystyle P{V_{\rm {m}}}={RT},}
em que:
{\displaystyle P} é a pressão do gás;
{\displaystyle T} é a temperatura (absoluta) do gás;
{\displaystyle V_{\rm {m}}} é o volume molar do gás (V/n).

A forma {\displaystyle P\cdot V=n\cdot R\cdot T} também é bastante conhecida.
{\displaystyle n} é a quantidade de matéria (mol).